# Appie Groen
Albert Geert „Appie” Groen (ur. 7 września 1901 w Groningen, zm. 29 lutego 1964) – piłkarz holenderski grający na pozycji napastnika. W swojej karierze rozegrał 5 meczów i strzelił 1 gola w reprezentacji Holandii.

## Kariera klubowa
Całą swoją karierę piłkarską Groen spędził w klubie Be Quick 1887 z Groningen. W sezonie 1919/1920 wywalczył z Be Quick tytuł mistrza Holandii.

## Kariera reprezentacyjna
W reprezentacji Holandii Groen zadebiutował 17 kwietnia 1922 roku w wygranym 2:0 towarzyskim meczu z Danią, rozegranym w Amsterdamie. W debiucie zdobył gola. Od 1922 do 1926 roku rozegrał w kadrze narodowej 5 meczów i zdobył 1 bramkę.